# Ingrid Olsson (keramiker)
Thorborg Ingrid Gunilla Olsson, född 14 februari 1948 i Trolle-Ljungby församling, Kristianstads län, är en svensk keramiker.
Olsson, som är dotter till lantbrukare Odert Olsson och distriktssköterska Elsa Rundberg, avlade studentexamen 1968 och studerade vid Konstfackskolan 1971–1975. Hon blev lärare vid Nyckelviksskolan 1976 och startade en egen keramisk verkstad i Stockholm 1977. Hon har bland annat utsmyckat Sankt Görans sjukhus i Stockholm (1985). Hon var ledamot av Sveriges bildkonstnärsfond 1984–1988. Hon är representerad vid Nationalmuseum, Malmö och Jönköpings museer samt Statens konstråd.